# Dirphya nigricollis
Dirphya nigricollis är en skalbaggsart som beskrevs av Aurivillius 1914. Dirphya nigricollis ingår i släktet Dirphya och familjen långhorningar.
Artens utbredningsområde är Kenya. Inga underarter finns listade i Catalogue of Life.